# Wei Meng
Wei Meng (14 de junho de 1989) é uma atiradora esportiva chinesa, medalhista olímpica.

## Carreira
Meng participou dos Jogos Olímpicos de Verão de 2020 em Tóquio, onde participou da prova de skeet feminino, conquistando a medalha de bronze ao totalizar 46 pontos.